# 거리 행렬
거리 행렬(Distance matrix)은 수학, 컴퓨터 과학, 특히 그래프 이론에서 집합의 요소 간 쌍별 거리를 포함하는 정방 행렬(2차원 배열)이다. 관련된 응용 조건에 따라 이 행렬을 정의하는 데 사용되는 거리는 미터법일 수도 있고 아닐 수도 있다. N개의 요소가 있는 경우 이 행렬의 크기는 N×N이다. 그래프 이론 응용에서 요소는 점, 노드 또는 꼭지점으로 더 자주 참조된다.

## 같이 보기
- 컴퓨터 비전
- 클러스터 분석